# Allègre-les-Fumades
Allègre-les-Fumades is een gemeente in het Franse departement Gard (regio Occitanie). De plaats maakt deel uit van het arrondissement Alès. Allègre-les-Fumades telde op 1 januari 2022 1.013 inwoners.

## Geografie
De oppervlakte van Allègre-les-Fumades bedroeg op 1 januari 2022 24,59 vierkante kilometer; de bevolkingsdichtheid was toen 41,2 inwoners per km².

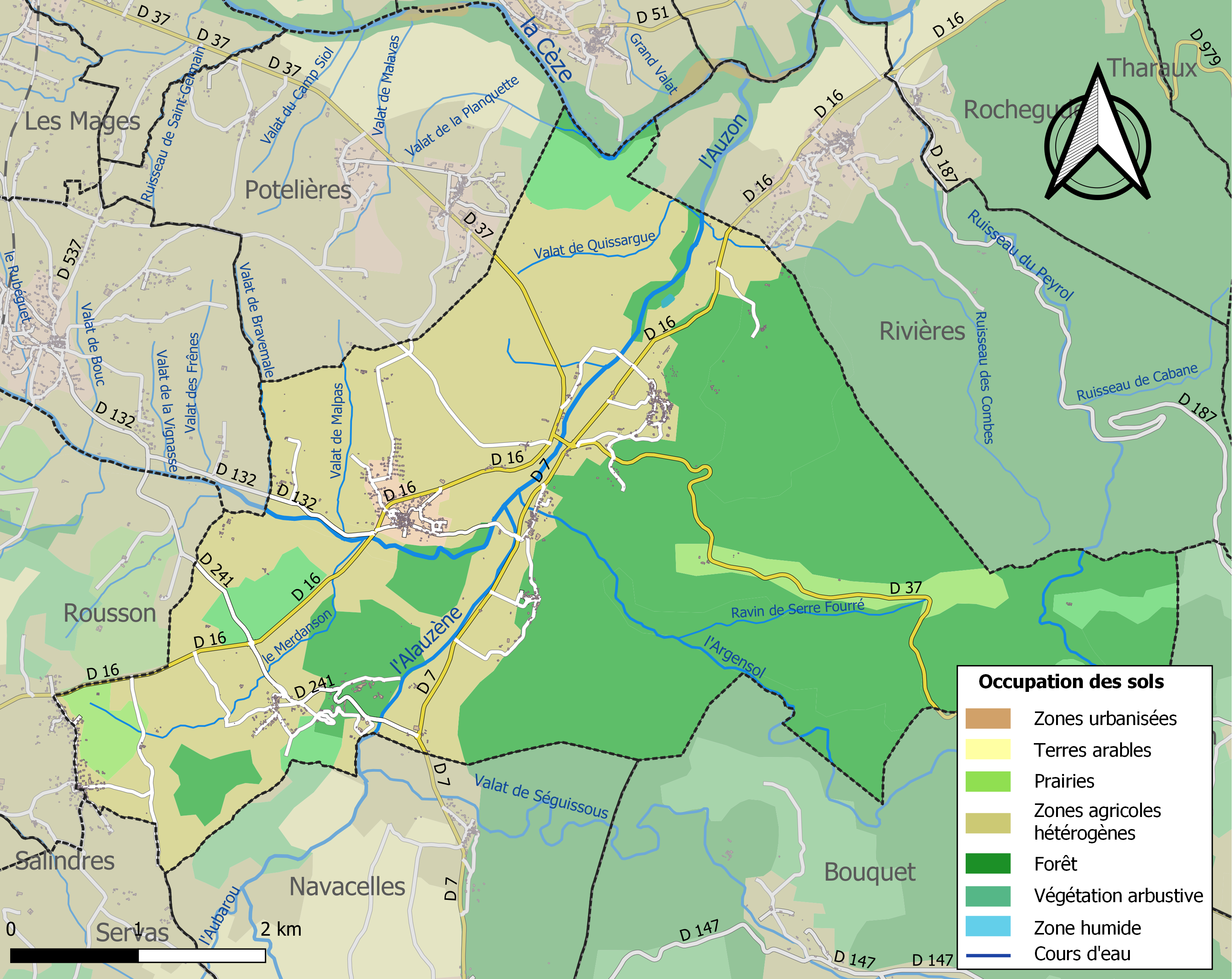
Kaart van de gemeente met belangrijkste infrastructuur, bodemgebruik en omliggende gemeenten

## Demografie
Onderstaande figuur toont het verloop van het inwonertal (bron: INSEE-tellingen).